# Marlene Lenz
Marlene Lenz (ur. 4 lipca 1932 w Berlinie) – niemiecka polityk, posłanka do Parlamentu Europejskiego I, II, III i IV kadencji.

## Życiorys
W 1950 ukończyła szkołę średnią w Monachium. W 1953 uzyskała uprawnienia tłumacza przysięgłego po studiach na Uniwersytecie w Heidelbergu. Pracowała jako tłumaczka w Paryżu, później była zatrudniona w stowarzyszeniu Deutsche Atlantische Gesellschaft. W 1957 wstąpiła do Unii Chrześcijańsko-Demokratycznej. Od 1958 pracowała w gabinecie członka Komisji Europejskiej Jeana Reya. Była także etatową działaczką CDU zajmującą się m.in. sprawami kobiet i polityką zagraniczną. Od 1967 do 1971 była sekretarzem generalnym, a od 1975 do 1981 wiceprzewodniczącą Europejskiej Unii Kobiet. W drugiej połowie lat 70. pracowała jako badacz w Bundestagu.
W latach 1979–1999 przez cztery kadencje sprawowała mandat eurodeputowanej, zasiadając we frakcji Europejskiej Partii Ludowej. Pełniła m.in. funkcje przewodniczącej Komisji ds. Praw Kobiet oraz Podkomisji ds. Praw Człowieka.
Odznaczona m.in. Krzyżem Zasługi I Klasy Orderu Zasługi Republiki Federalnej Niemiec (1990).